# آتسوشی سوماتومو
آتسوشی سوماتومو (انگلیسی: Atsushi Somatomo؛ زادهٔ ۱۰ ژوئن ۱۹۴۹) بازیکن بسکتبال اهل ژاپن بود.